# CTV第二台
CTV第二台（英語：CTV 2）是加拿大一間私營英語電視頻道，系屬貝爾傳媒集團，在安大略省南部和卑詩省總共設有七間地面廣播直屬地區分台，在亞伯達省和大西洋省份則各設一間限於收費電視系統播放的直屬地區分台。CTV第二台為CTV電視網的次要頻道，其節目通常較CTV主頻道的節目播放歷史較短或針對較年輕的觀眾層面。

## 歷史

### NewNet 時期

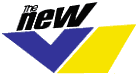
CIVI於NewNet時期（2001年-05年）的標誌；其他NewNet地區電視台當時亦使用類似的標誌

安大略省多倫多以北的巴里市設有一間無線地區電視台，呼號為CKVR-TV，1955年啓播後一直與加拿大廣播公司（CBC）的英語電視頻道保持聯播關係。CHUM有限公司於1969年購入CKVR，後來再購入多倫多的CITY-TV，兩間電視台遂成為姊妹台。另一方面，大多倫多地區的有線電視供應商多年來亦一直把CKVR包括在基本頻道組合中。大多倫多地區為全國人口最多的都會區，其觀眾層面遠較巴里市為廣；為了讓CKVR可在該龐大市場分一杯羹，CHUM於1995年9月取消CKVR與CBC的聯播關係，並將之改革成一個針對年輕觀眾的獨立電視台。改革後CKVR的新聞節目棄用主播桌，主播在新聞中心內站立報道，模式有如CITY-TV的，並加入來自大多倫多地區約克區的新聞内容。該台原有的經典電視節目重播時段亦由較新的節目取代，而CHUM亦為該台購入當時新成立的NBA多倫多速龍部分籃球賽事的播映權。為了凸顯改革後CKVR的全新形象，該台的廣播品牌亦改為。
CHUM對CKVR改革後的收視感到滿意，而該公司於1997年從卑頓廣播（Baton Broadcasting）購入南安省四間無線地區電視台（彭布羅克的CHRO、倫敦的CFPL、溫格姆的CKNX和溫莎的CHWI）之後亦將CKVR的廣播模式引入該四間電視台，當中CHRO的新聞節目亦改為針對鄰近較大城市渥太華。此外，CHUM亦於2000年成功從加拿大視訊委員會（CRTC）投得卑詩省維多利亞的無線地區電視廣播牌照，該台於2001年10月以呼號CIVI啓播後亦以此模式廣播。
CHUM將上述六間無線地區電視台合稱為（意即「新電視網」），以便向廣告商宣傳，而西南安省三間分台的新聞採訪車亦註有的標誌。然而，這個品牌極少對外宣傳；每間分台實際上皆仿效CKVR，以作其廣播品牌，當中的XX代表其呼號末端的兩個英文字母（如CFPL的廣播品牌即為）。

### 易名為A-Channel，再轉售給CTV

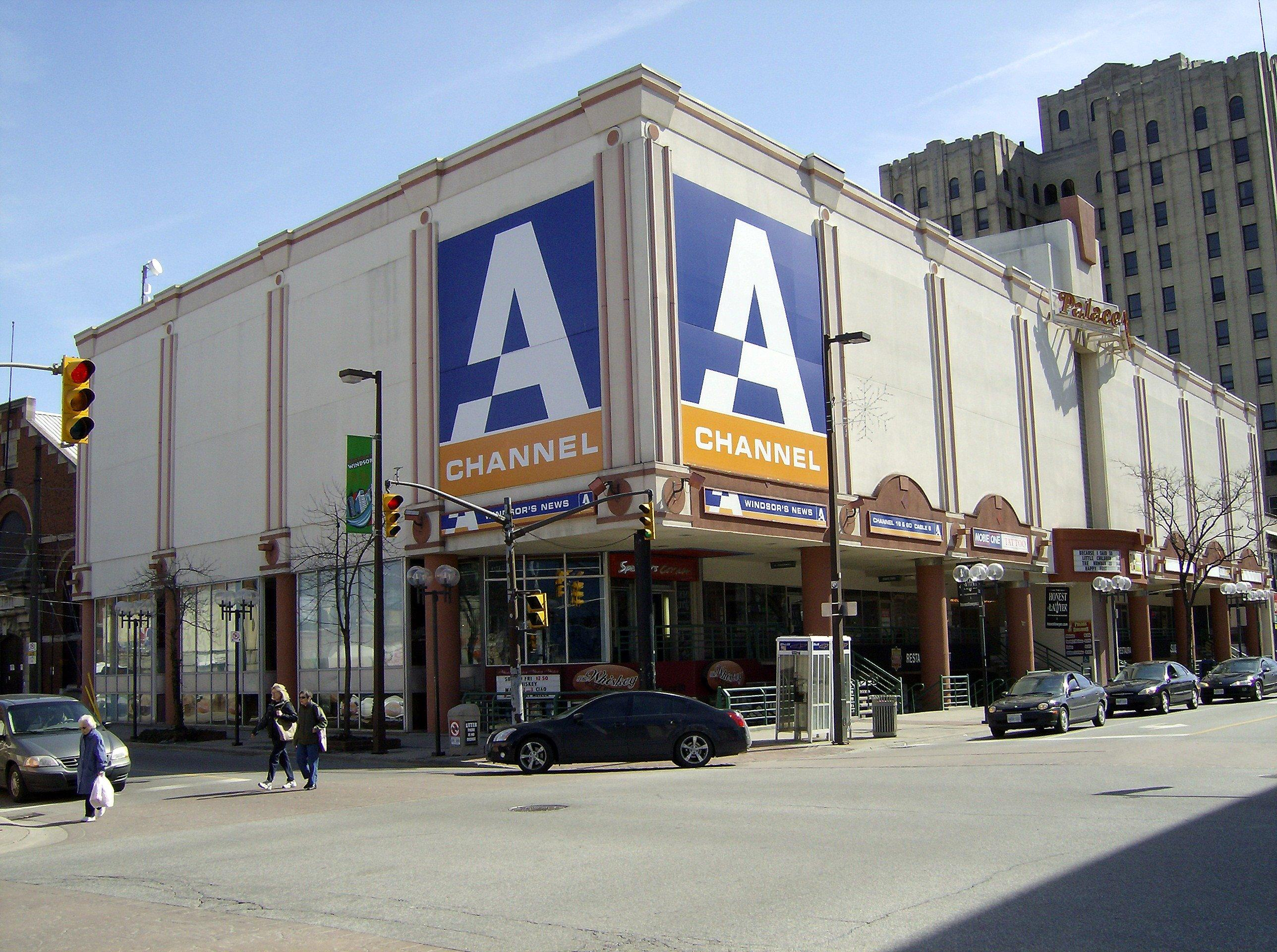
2007年溫莎市CHWI廣播大樓一景，可見當時的A-Channel標誌

CHUM於2004年購入克雷格傳媒（Craig Media）；交易於同年11月19日獲CRTC批准。CHUM於2005年8月2日將克雷格傳媒旗下位於亞伯達省卡加利和愛民頓以及曼尼托巴省溫尼伯，以名義廣播的三間獨立電視台歸入系統，而旗下全數六間地區電視台則於同日改以名義廣播。
2006年7月12日，CHUM宣佈將旗下的廣播媒體出售予CTV電視網的母公司“CTVglobemedia”；後者打算保留系統，而將以及其他資產轉售，以獲取CRTC批准交易。CRTC於2007年6月8日批准CTV收購CHUM，但由於Citytv的廣播範圍完全與CTV重疊，CRTC下令CTV放售五間Citytv地區分台。CTV遂於同月11日宣佈保留A-Channel電視網的地區分台，並改為將五間Citytv地區分台售予羅渣士通訊集團。CTV於同月22日正式接管，之後開始修改的節目表以容納CTV持有播映權但沒有空檔播放的外購節目；遂於同年9月新一電視季度展開後開始播放《超級製作人》、《实习医生成长记》、《好汉两个半》和《生活大爆炸》等節目（部分節目如《好汉两个半》和《生活大爆炸》後來調回CTV主頻道播放）。

### 「A」時期
CTV接管後，外界開始猜測會否易名。CTV於2007年-08年就此進行市場調查，探測觀眾對或等名稱的反應如何。（CTV收購CHUM之後亦成為的東主；該收費電視頻道以播放音樂及其他流行文化節目為主。）CTV再於2008年6月2日宣佈計劃將易名為，並於同年8月11日生效。
與此同時，CTV亦將旗下在大西洋省份播放的收費電視頻道大西洋衛星網絡（Atlantic Satellite Network）改為的大西洋分台。CTV旗下在亞伯達省播放的教育電視頻道亦於同日啓用與類似的台徽，並於黃金時段播放部分節目。
面對金融海嘯衝擊廣告收入，加上加拿大無線電視業者所面臨的結構性問題影響下，CTV於2009年2月宣佈CHWI和CKNX（以及位於曼尼托巴省布蘭登，原屬克雷格傳媒的CBC聯播分台CKX-TV）的牌照在同年8月底屆滿後不會為其申請續牌。CTV亦於同年3月宣佈裁減餘下分台的新聞部員工，合共遣散118人。CKVR、CFPL和CIVI得以保留晚間新聞時段，但各自製作的晨間節目於同月4日停播；CKVR和CFPL改為重播之前一晚的晚間新聞，而CIVI則改與同系CFAX AM1070電台在早上同步聯播。CHRO的情況則相反：其晚間新聞時段被取消，但其晨間節目則從每早播放三小時增至四小時，並於周六早上加播兩小時，以滿足其牌照的本地製作條款。（這也配合同系CTV渥太華分台CJOH的節目編排：該台的晚間新聞時段收視為渥太華之冠，但並未製作晨間節目。）大西洋分台本身沒有獨立於CTV大西洋分台的員工，因此未受裁員行動影響。
2009年4月30日，蕭氏通訊宣佈有意以每間電視台1加元的作價購入CHWI、CKNX和CKX，但這宗交易卻於同年6月底告吹，令該三台的前途成疑。在溫莎市議會及代表當地的安大略省議會和加拿大國會下議院議員游説下，加上CRTC推出有利小型城市地區電視台的撥款方案，CTV於同年7月8日宣佈為CHWI續牌，又同時宣佈會向CRTC申請將CKNX改為CFPL的轉播站。（布蘭登的CKX最終於同年10月停止廣播。）
2010年9月10日，加拿大貝爾公司宣佈購入包括電視系統在内的CTVglobemedia廣播資產。CRTC於2011年3月7日批准這項交易，而貝爾傳媒則於同年4月1日正式接管。

### 更名為CTV第二台
2011月5月30日，貝爾傳媒宣佈將電視網更名為CTV第二台，同年8月29日（即新一電視季度展開之際）生效。（CTV主頻道的廣播品牌維持為「CTV」，並未因應這次更名活動而改稱「CTV第一台」。）各地區分台的新聞節目亦於同日從改稱，與主頻道的全國和地區新聞節目統一企業形象。亞伯達省的教育電視頻道亦於同日全面成為CTV第二台的亞伯達分台，自此悉數播放CTV第二台的黃金時段節目；該台分別位於愛民頓和卡加利的地面廣播訊號CJAL-TV和CIAN-TV則於同月31日終止廣播，此後僅限收費電視系統接收。CTV第二台亦於同月31日展開高清廣播。
貝爾於2013年收購星媒（Astral Media）後，原屬星媒的兩間卑詩省北部CBC電視聯播分台（道森克里克的CJDC和特雷斯的CFTK）便落入貝爾的控制。貝爾後於2015年成功向CRTC申請取消該兩間地區電視台與CBC的聯播關係；該兩台於2016年成為CTV第二台的直屬地區分台，但地區新聞節目名稱沿用兩台的呼號而並未改稱。

## 地區分台
| 省份       | 城市／地區     | 呼號／名稱       | 加盟年份 | 備註 |
| ---------- | -------------- | ---------------- | -------- | --- |
| 卑詩省     | 維多利亞       | CIVI             | 2001年   | - 於溫哥華設有轉播站 - 包括在低陸平原有線電視供應商的基本頻道組合                                                                               |
| 卑詩省     | 道森克里克     | CJDC             | 2016年   | - 前為加拿大廣播公司英語電視頻道聯播分台 |
| 卑詩省     | 特雷斯         | CFTK             | 2016年   | - 前為加拿大廣播公司英語電視頻道聯播分台 |

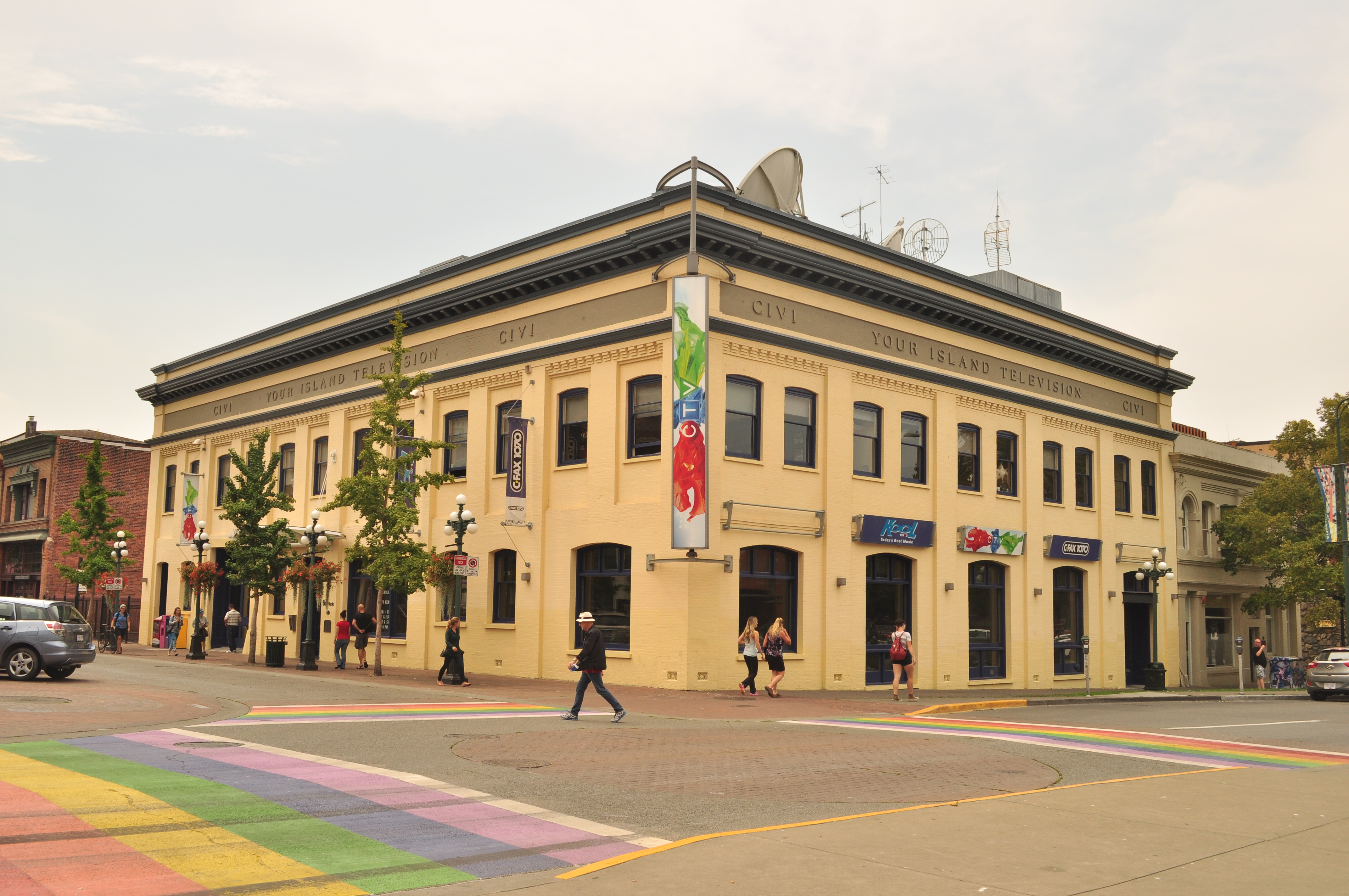
2015年維多利亞市CIVI廣播大樓一景

| 亞伯達省   | 卡加利／愛民頓 | CTV Two Alberta  | 2008年   | - 牌照上列為教育電視頻道 - 僅限收費電視系統接收；過去曾於愛民頓和卡加利分別設有地面廣播訊號CJAL-TV和CIAN-TV - 前稱為「ACCESS」（1973年-2011年） |
| 安大略省   | 巴里           | CKVR             | 1995年   | - 於帕里灣、咸美頓和尼亞加拉區設有轉播站 - 包括在大多倫多地區有線電視供應商的基本頻道組合 - 前為加拿大廣播公司英語電視頻道聯播分台              |
| 安大略省   | 惠特利／溫莎   | CHWI             | 1997年   | - 主發射站位於惠特利；副發射站、辦公室和主錄影廠則位於溫莎 - 前為卑頓廣播系統成員                                                               |
| 安大略省   | 倫敦           | CFPL             | 1998年   | - 於溫格姆設有轉播站（前身為CKNX） - 前為加拿大廣播公司英語電視頻道聯播分台和卑頓廣播系統成員                                                   |
| 安大略省   | 彭布羅克       | CHRO             | 1998年   | - 於渥太華設有轉播站、辦公室和主錄影廠，並主要針對渥太華地區觀眾 - 前為加拿大廣播公司英語電視頻道聯播分台和卑頓廣播系統成員                     |
| 大西洋省份 | 大西洋省份     | CTV Two Atlantic | 2008年   | - 僅限收費電視系統接收 - 前稱大西洋衛星電視網（Atlantic Satellite Network）（1983年-2008年）                                                                              |

## 外部連結
- 官方網站（页面存档备份，存于）